# Warren K. Moorehead
Warren King Moorehead, född 10 mars 1866 i Siena i Italien av missionärsföräldrar, död 5 januari 1939, var en amerikansk arkeolog. 
Moorehead var på sin tid känd som dekanus för amerikansk arkeologi. Han är begravd i sin hemstad Xenia, Ohio. Moorehead grävde ut flest forntida fornlämningar, fler än alla de arkeologer som levde före honom men också fler än de som levde efter honom. Mooreheads primära inriktning under sin tidiga karriär var att hitta artefakter, mer än att dokumentera platsen. Hans vårdslösa dokumentation av utgrävda platser och det faktum att han förlorade många av sina egna viktiga fältanteckningar, inklusive de från 1891 från Hopewell-platsen, har präglat Mooreheads eftermäle och han har ofta setts som en destruktiv kraft bland moderna arkeologer. Trots detta spelade Moorehead en viktig roll och han hade stort inflytande för bevarandet av vissa historiska platser, som till exempel Fort Ancient.

## Biografi

### Tidigt liv och familjeföretaget
Warren Mooreheads mor dog när han var ganska ung. Hans far gifte om sig och blev senare chef för ett presbyterianskt seminarium i Xenia i Ohio. Fadern lämnade under sina resor den unge Warren och hans syster att tas omhand av två fastrar. Dessa fastrar skildras i Helen Hooven Santmyers icke-fiktiva bok Ohio Town och även i romanen And Ladies of the Club. Fastrarnas bror, Mooreheads farfar, var Joseph Warren King, var en rik man vars förmögenhet hade skapats av  King's Powder Mills och med rötter i det amerikanska inbördeskriget. Släktskapet blev en möjlighet men också en förbannelse för den nyblivne arkeologen Moorhead. Att gräva i jorden ansågs vara under värdigheten för en välbärgad familj, och under stora delar av sitt liv pressades Warren King Moorehead att gå in i och arbeta för familjeföretaget. Delar av 1800-talets infrastruktur finns kvar i Little Miami River Valley nära Kings Mills i Ohio, det är nästan en spökstad det som en gång i tiden var King's Powder Mills beläget bredvid Peters Cartridge Company. Platsen är ödslig förutom den berömda grannen Kings Island, nöjesparken i Cincinnati-området som är uppkallad efter Kings Powder Mills.

### Utbildning
Moorehead studerade vid Denison University, nära Moorehead-familjens intressen i Muskingum County. År 1887 lämnade Moorehead universitetet utan att ta någon examen. Hans relation till akademisk arkeologi var besvärande under hela hans liv. Det bidrog till det snabba avståndstagandet av större delen av den professionella arkeologin från Mooreheads arbete efter hans död. Utgrävningar och insamlingar hade han börjat med som skolpojke och han fortsatte med självfinansierat arbete. Det ledde till en egen utställning vid 1888 års Cincinnati Centennial Exposition. Han fick kontakt med Thomas Wilson från Smithsonian Institution. Wilson uppmuntrade och hjälpte möjligen Moorehead att komma in på University of Pennsylvania för studier under den berömda Edward Drinker Cope. Moorehead fullföljde inte studierna utan såg hellre möjligheten att föreläsa och skriva för egen publicering. Hans publicerade romanen Wanneta, The Sioux 1890. Efter detta gjorde han en föreläsningsturné och fick möjlighet att skriva för en större publik än bara sina professorer.

## Andedansen och Wounded Knee
Moorehead fick ett kontrakt för att skriva för en nationell tidskrift om fenomenet andedansen i Pine Ridge Indian Reservation. På så sätt var Moorehead närvarande på scenen under de kritiska veckorna fram till Wounded Knee Massacre 29 december 1890. Moorehead var inte närvarande den 29 december, även om hans kamera användes av journalister som fortfarande var på platsen, för att dokumentera det fruktansvärda efterspelet. General John Rutter Brooke hade beordrat Moorehead att lämna reservatet under beväpnad militär eskort den 28 december. Enligt Mooreheads journal var orsaken att han var den enda närvarande reportern som kunde tala lite av språket och tilläts stanna hos siouxerna i deras läger nattetid.

## 1893 World's Columbian Exposition in Chicago
Efter en frustrerande period när han försökte påverka lagstiftare att ge rättvisa åt siouxerna och publicera sin redogörelse för händelser som ledde fram till massakern, återvände Moorehead till Ohio. Han fick arbete som ansvarig för utveckling av delstatens bidrag till utställningen för 1893 års World's Columbian Exposition, vilket ledde till samarbeta med Frederic Ward Putnam, Harvard-professorn som var en av pionjärerna för arkeologi i USA.
En del av fältarbetet Moorehead gjorde för Putnam var grävningen av Hopewellkulturens typboplats, Hopewell Culture National Historical Park, nära Chillicothe i Ohio. Han satte med grävningen parametrarna för studiet av Native American Mound Builders i Ohio River Valley för runt 2000 år sedan. Hans intresse för högkulturen gick tillbaka till hans gymnasietid på Fort Ancient, bara en liten bit uppför Little Miami River från hans farfars fabrik King's Mills. Detta arbete blev också utställt på världsutställningen. Moorhead gav ut en volym om platsen som väckte uppmärksamhet hos arrangörerna i Ohio Historical & Archaeological Society (omdöpt till Ohio Historical Society) som startade 1885. Tyvärr har Mooreheads utgrävning också förstört vidare undersökningar på platsen och hans brist på dokumentation om Hopewell (och många av hans andra utgrävda platser) har lämnat många arkeologiska frågor obesvarade. Ett typiskt exempel utgörs av Mooreheads fynd i Mound 25 i Hopewell, där observerade han att högen hade stenar och stenblock som bildade två stora panterbilder. Oavsett hans betydelsefulla observation dokumenterade han inte dessa fynd på ett systematiskt sätt och fortsatte därefter med att nästan helt jämna ut högen. Ansträngningar för att få Fort Ancient köpt och omhändertaget av staten sporrades av Mooreheads publikationer om platsen och andra kulturella platser i Ohio. Ohios generalförsamling röstade för att köpa Fort Ancient baserat på Mooreheads arbete.

## Intendent för arkeologi
När  World's Columbian Exposition 1893 avslutades, önskade Moorhead en fakultetsbefattning på den nya högskolan på platsen, som sedan blev University of Chicago. Han fick inte någon sådan och accepterade istället tjänsten som intendent (curator) för arkeologi vid OAHS. Med stöd av president Orton vid Ohio State University (OSU) etablerades ett museum i det som nu är Orton Hall på Ohio State University Oval, och Moorehead blev professor i arkeologi vid OSU, den enda delen av hans arbete som han fick betalt för. OAHS hade bara lite pengar från staten och museet hade redan platser att förvalta Fort Ancient och Serpent Mound som hade köpts av Putnam med insamlade pengar. Moorehead fick pengar till sina resor och för tal och sin forskning genom att sälja kopior av artefakter. Denna process anses  på 2000-talet vara både oetisk och olaglig men 1890-talet var det inte märkligt.
Eftersom fastrarna vägrade att släppa några pengar för det där smutsiga arbetet inledde Moorehead istället en ambitiös plan att skapa en atlas över Ohios högar och fornminnen. Lucy Allen Smart började sina studier för att bli bibliotekarie vid Ohio State University 1894. Hon hjälpte Warren Moorehead att sammanställa en katalog och karta över arkeologiska platser i staten. Moorehead tvingades avgå från sin post 1897 när han drabbades av tuberkulos. Han rekommenderade Allen att avsluta katalogen och sa att hon kunde materialet bättre än någon annan person - utom mig själv. Hon tog också tillfälligt över hans roll som curator under en femmånadersperiod 1898. Hennes efterträdare, William Corless Mills, reviderade och utökade Moorehead och Allens karta och publicerade den som landmärket Archaeological Atlas of Ohio den första omfattande statliga arkeologiska undersökningen som producerades i USA. Trots hennes bidrag krediterades inte Allen i den slutliga publikationen. Moorehead hade som curator sett dessa fornlämningar förstöras vart han än reste i mellanvästern, och han gjorde besök också i Amerikas sydvästra hörn, och blev en av de första som inspekterade Chaco Canyon och Mesa Verde.

### Sjukdom och återhämtning
Tuberkulos var nästan alltid dödlig på Mooreheads tid, och när han fick diagnosen för sjukdomen, blev en andra resa till öknen i sydväst en del av vad som slutligen blev en permanent ledighet från OAHS efter 1898. Hans assistent William Corless Mills slutförde atlasen som Moorehead planerat. Atlasen hette Mills Atlas 1904, men det var Moorehead som samlat mycket av materialet som finns i volymen. Han blev inte bättre i sydvästra USA, och återvände österut och träffade Robert Singleton Peabody i hans hem nära Philadelphia. Han var en rik ättling till George Peabody, en handlare och en filantrop. Han samlade keramik och korgar från de inhemska kulturerna i hela den nya världen. Han var också curator för University Museum of Ohio State University (1894–1897), arbetade på arkeologiska platser längs Ohiofloden och vid Chaco Canyon och upp i Mesa Verde.
Peabody erbjöd Moorehead en säsong av behandling vid Saranac Lake, New York, vid det berömda tuberkulossanatoriet där Robert Louis Stevenson bara några år tidigare hade behandlats. Den enda säsongen blev till nästan tre år. Moorehead led av blodbrist och anemi och hans fru Evelyn Ludwig och deras son Ludwig King Moorehead fick flera gånger besked att förbereda sig för hans död under 1899 till 1901.

### Tillfrisknande
Moorehead fick en ny bas på Phillips Academy i Andover, Massachusetts från 1901–1938. Han och hustrun Evelyn fick en andra son, Singleton Peabody Moorehead, som blev arkitekt hos Colonial Williamsburg Foundation. Med hjälp av Peabodys inflytande och pengar etablerades ett museum och ett program vid Phillips Andover Academy. Som chef för Robert S. Peabody Museum of Archaeology i Andover, Massachusetts från 1902 till 1920, startade Moorehead ett forsknings- och publiceringsprogram som omfattade Red Paint People of the Atlantic Coast, Cahokia Mounds i Illinois från 1921, och Etowah Indian Mounds i Georgia från 1925. Hans arbetssätt blev kritiserat. 1923 gav den nya centralsektionen av American Anthropological Association honom en tillrättavisning - Det gällde ett flygblad som han hade delat ut där han hade  angett sätt på vilket samlare av artefakter kunde samarbeta med honom eller andra arkeologer.

## Cahokia och Illinois

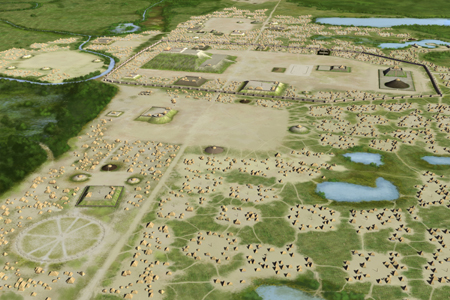
Cahokia, boplats för Mississippikulturen i Illinois.

Cahokia är en viktig plats i Illinois vid Mississippi. Det var en större stad som existerade från 700 e.Kr. till cirka 1300 e.Kr. Moorehead arbetade vid Cahokia 1921–1927. Cahokia är sedan 1982 upptagen på Unescos världsarvslista. Moorhead var avgörande för att staten Illinois köpte en del av Cahokia-området för att skapa en delstatspark. Från 1927 till sin död arbetade han på platser i Illinois River Valley. Stora samlingar från Cahokia finns på Illinois State Museum och University of Illinois.

### Von Mach platsen
Under 1920-talet grävde Moorehead ut en plats på Edmund von Machs egendom i Brooksville i Maine. Platsen registrerades i National Register of Historic Places den 17 januari 1989.

## Etowah

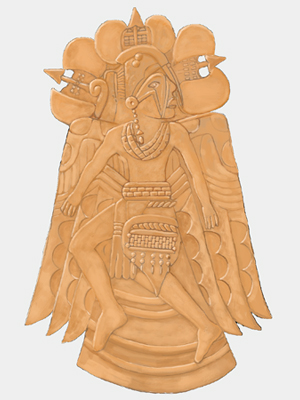
Etowah Dancing Warrior kopparplatta.

Moorehead började sin utgrävning av Etowah-högarna i Georgia under vintern 1925. Hans arbete pågick under fyra vintersäsonger och utgrävningar gjordes av hög C (Mound C) och i det omgivande byområdet. Mooreheads utgrävningar av högen ledde till upptäckten av en större mängd kulturhistoriska föremål från Mississippikulturen. Under arbetet på hög C arbetade Moorehead också i liten skala på högarna A och B, men hans utgrävning var orienterad på att hitta fynd och upphörde snart då inga fynd påträffades där. Etowah Papers, Mooreheads rapport, publicerades 1932. Bland Mooreheads fynd fanns flera kopparplåtar, dekorerade med mänskliga dansare som bar föremål med örnar. Platsen Etowah är kulturellt ansluten till och skyddad av Muscogee Nation (Creek nation). Platsen ägs av delstaten Georgia, och har varit ett skyddat National Historic Landmark sedan 1965.

## Archaeology of the Arkansas River Valley
I denna sin sista stora volym redovisar Warren K. Moorehead sina omfattande undersökning av Arkansas River Valley från dess sammanflöde med Mississippi nära gränsen till Louisiana och till dess övre lopp. Arkansasdalen blir intressant då den har en stor variation av olika kulturer. De återspeglar geografiska och naturförhållandena. I början är landskapet trädbevuxet lågland vid mynningen i Mississippi, där dominerar högbyggare med sin karaktäristiska keramik. De ersätts av slätterna med det så kallade buffellandet. De förhistoriska bosättningarna pekar på mer fasta bosättningar hos slättindianerna före introduktionen av hästen i området. Slutligen vidtar ökenområdet där floden rinner upp. Ozarks så kallade Bluff-Dwellers, hade tidigare beskrivits av Harrington, och deras område ligger inom räckhåll från floden. Det fanns också en liten utvidgning av Pueblo-kulturen i västra Kansas.

## Till indianernas försvar
Warren Moorehead utsågs av president Theodore Roosevelt 1909 till medlem av kommissionärsstyrelsen för Bureau of Indian Affairs. Hans arbete med indianska markanspråk avslöjade bedrägliga indianagenter. Han försökte få till stånd bättre hälsovård på reservaten. Han fick förmodligen många Washington-byråkrater att känna på samma sätt som general Brooke hade gjort 1890. Det gjordes försök att avsätta honom och tysta kommissionen, särskilt efter hans ledning av utfrågningarna om White Earth Indian Reservation om orättvisor efter Dawes Act.  Mooreheads bok The American Indian in the United States, Period 1850-1914 som retade upp hans motståndare. Den stora depressionen användes slutligen som förevändning för att upplösa kommissionen 1933. Då hade Moorehead varit i dess tjänst nästan 25 år.

## Död och eftermäle
Moorhead fick många utmärkelser och hans många publicerade volymer talar för han betydelse som arkeolog. När han dog i januari 1939 lämnade han ett blomstrande och vitalt forskningsfält. Han begravdes nära sina föräldrar, farfar och fastrarna i Xenia. Familjens hem är centrum för Greene County Historical Society. I huset hänger porträtt av hans far William King Moorhead och farfar Joseph på framträdande platser. Samfundet visar inte mycket om Warren K Moorhead. Deras arkiv innehåller ett papper som innehåller minnen från en samtida från deras barndom tillsammans. Vid Mooreheads död kallar denne Moorhead "en född arkeolog." Vid tiden för sin död kallades han dekanus för amerikansk arkeologi. Hans dödsruna i  American Anthropologist noterade hans avsky för vad Moorhead uppfattade som ett växande avståndstagande hos några av sina vetenskapliga kollegor inom arkeologin.
Moorehead har ofta ansetts vara  en plundrare inom arkeologin. Under sin tidiga karriär använde Moorehead vanligtvis hästar och skrapor för att snabbt ta bort det övre lagret från forntida högar. Detta störda lager dolde ofta viktiga historiska platser. Han arbetade ofta snabbt för att hitta artefakter under en kort sommarsäsong ofta över hela staten Ohio. Men han förbättrade sin metodik under hela sin karriär, men hans ungdomliga arbete i Ohio har efterlämnat ett rykte som har fastnat vid honom. Kvartalsrapporterna Ohio Archaeological and Historical Society som han lämnade på 1890-talet inkluderade fotografier av högar som raserades med den tidens tunga utrustning. Vad som ofta förbises i nutiden är att Moorehead ofta hittade högar som redan skadats av personal som byggde länsvägar och byggnadsarbetare. Han tvingades förhandla om att de skulle tillåta ett undersökninguppehåll mitt under rivningen innan projektet slutfördes. I sitt grävarbete efter 1900 använde han och hans fältarbetare den arkeologiska tekniken som sedan blev standard vid utgrävningar.
Mooreheads rykte har också skadats av hans stöd till amatörer och samlare under hela hans karriär. Han trodde att insamling av artefakter inte nödvändigtvis var en dålig sak. Han främjade goda relationer mellan professionella arkeologer och samlare till slutet av sitt liv. Men även i sina yngre dagar skrev Moorehead i sin dagbok om sin personliga ånger över tidigare metoder och uttryckte förhoppningar om att kunna göra ett bättre arbete i framtiden.